# Ланграйнові
Ланграйнові (Artamidae) — родина горобцеподібних птахів, поширених в Австралії, Індо-Тихоокеанському регіоні і Південній Азії. Вона включає в себе 24 сучасні види в шістьох родах і трьох підродинах: Peltopsinae (з одним родом, Peltops), Artaminae (з одним родом ланграйн) і Cracticinae (куравонги, біловухи і сорочиці). Ланграйнові були монотипними, містили лише рід Artamus, але в 1994 році вони були розширені з включенням родини Cracticidae. Однак деякі авторитетні орнітологи, у тому числі, австралійські Леслі Христідіс та Волтер Болз та український Г. В. Фесенко, трактують їх як окремі родини.
Деякі види цієї родини відомі своїм прекрасним співом. Їх харчові звички варіюються від всмоктування нектару (ланграйни) до хижацтва (куравонг строкатий полює на дрібних птахів).

## Види
Існує три підродини з шістьма родами та 24 видами. У 2013 році молекулярне дослідження показало, що сорочиця велика (Gymnorhina tibicen) є сестринським таксоном сорочиці чорної (Melloria quoyi).
- Підродина ланграйнові Artaminae:
  - Рід ланграйн (Artamus)
    - ланграйн пальмовий (Artamus fuscus)
    - ланграйн фіджійський (Artamus mentalis)
    - ланграйн білоспинний (Artamus monachus)
    - ланграйн великий (Artamus maximus)
    - ланграйн білогрудий (Artamus leucorynchus)
    - ланграйн меланезійський (Artamus insignis)
    - ланграйн масковий (Artamus personatus)
    - ланграйн білобровий (Artamus superciliosus)
    - ланграйн чорнощокий (Artamus cinereus)
    - ланграйн бурий (Artamus cyanopterus)
    - ланграйн малий (Artamus minor)
- Підродина сорочицеві (Cracticinae):
  - Рід сорочиця (Cracticus)
    - сорочиця сіроспинна (Cracticus torquatus)
    - сорочиця срібноспинна (Cracticus argenteus)[7]
    - сорочиця чорноспинна (Cracticus mentalis)
    - сорочиця чорновола (Cracticus nigrogularis)
    - сорочиця новогвінейська (Cracticus cassicus)
    - сорочиця тагуланська (Cracticus louisiadensis)

  - Рід Melloria
    - сорочиця чорна (Melloria quoyi)[8]

  - Рід Gymnorhina
    - сорочиця велика (Gymnorhina tibicen)[8]

  - Рід куравонг (Strepera)
    - куравонг строкатий (Strepera graculina)
    - куравонг тасманійський (Strepera fuliginosa)
    - куравонг сірий (Strepera versicolor)

  - † Рід Kurrartapu (ранній міоцен)
    - Kurrartapu johnnguyeni
- Підродина Peltopsinae:
  - Рід біловух (Peltops)
    - біловух гірський (Peltops montanus)
    - біловух лісовий (Peltops blainvillii)

Тимчасом Г. В. Фесенко подає цю класифікацію, як дві окремі родини — ланграйнові (Artamidae) з одним родом ланграйн та сорочицеві (Cracticidae) з трьома родами: біловух (Peltops), куравонг (Strepera) та сорочиця (Cracticus), включаючи до останнього Gymnorhina та Melloria. Українські назви цих обох родин і відповідних родів опубліковані ним іще раніше, у 2016 р.. Орнітологи Глен Сторр у 1952 році, Леслі Христідіс та Волтер Болз у своєму довіднику 2008 року, також не виділяють окремі роди Gymnorhina та Melloria, а усіх цих птахів разом відносять до роду Cracticus (Сорочиця).